# عقده ادیپ

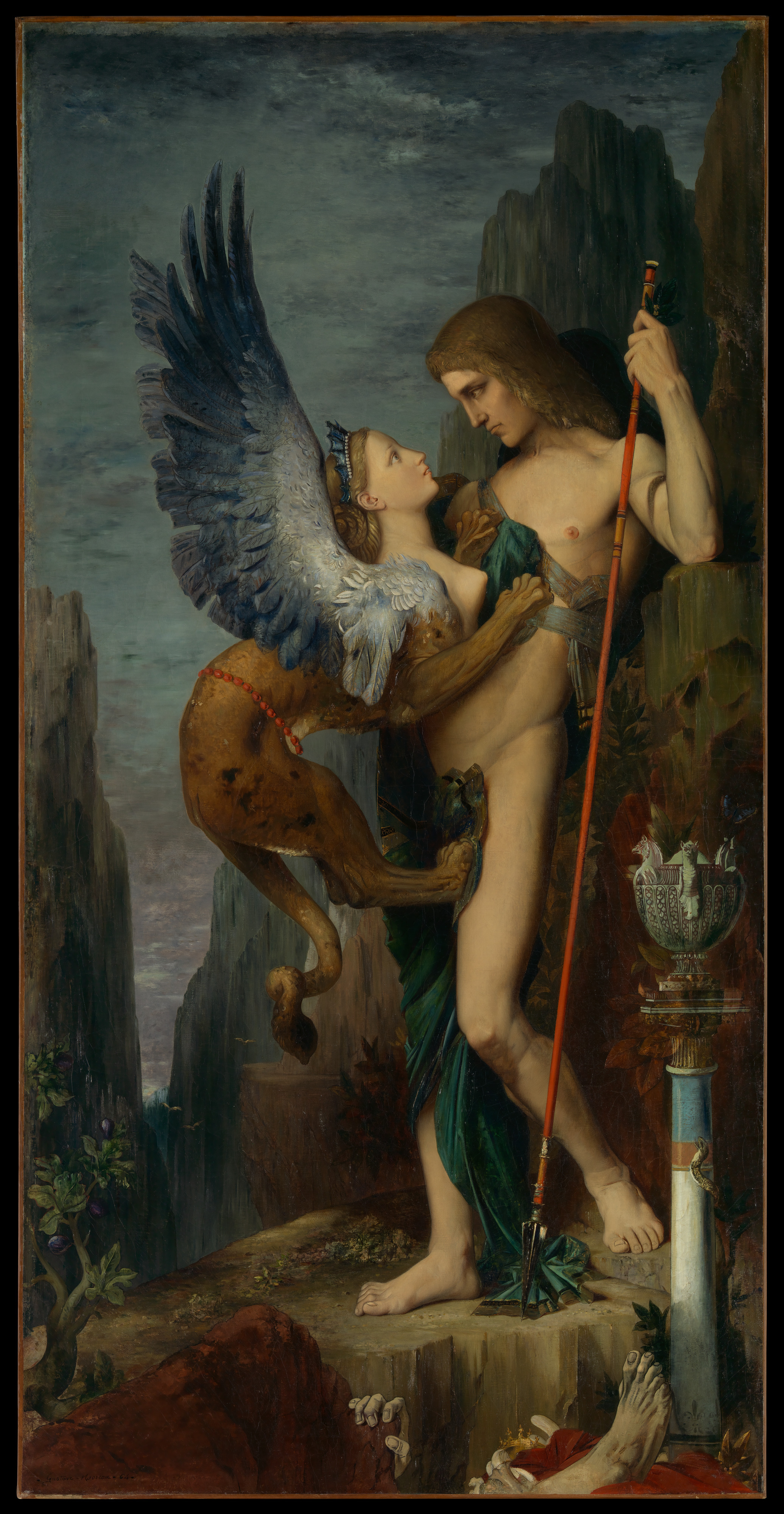
اُدیپ و ابوالهول اثر گوستاو مورو (۱۸۶۴)

عُقدهٔ اُدیپ (به انگلیسی: Oedipus complex) در نظریهٔ روان‌کاوی به تمایل پسربچه به ارتباط جنسی با مادرش گفته می‌شود که حسی از رقابت با پدر را پدید می‌آورد. این مفهوم، نخستین بار، توسط زیگموند فروید، در کتاب تفسیر خواب‌ها (سال ۱۸۹۹ میلادی) توضیح داده شد.
بر اساس نظریهٔ فروید، پسران در ابتدا مادرشان را موضوع عشق می‌دانند؛ اما به‌تدریج، پی می‌برند که او موضوع عشق پدرشان نیز هست؛ بدین ترتیب، پدر در تصاحب مادر، به رقیب پسر، بدل می‌شود و پسر واهمه دارد که پدر، آلت تناسلی او را قطع کند. پس، پسر با چشم‌پوشی از مادر به‌عنوان موضوع عشق، و همانندسازی خود با پدر، از این تنگنا می‌رهد. او به جبران چشم‌پوشی از مادر، در آینده، قادر خواهد بود که زنان دیگر را در مقام موضوع عشق برگزیند.
فروید، معتقد بود که این مرحلهٔ عقدهٔ ادیپ در رشد کودکان بین ۳ تا ۵ سال چیزی طبیعی است و پایان آن زمانی است که کودک هویتش را با والد از جنس خودش شناسایی کرده و امیال جنسی‌اش را سرکوب می‌کند؛ این فرایند در نظریه فروید باعث تشکیل فراخود می‌شود.
انتخاب این اصطلاح بر مبنای سرگذشت شخصیت اسطوره‌ای ادیپ بود که پدرش را کُشت و با مادرش ازدواج کرد. معادل زنانهٔ عقدهٔ ادیپ عقدهٔ الکترا است.

## زمینه

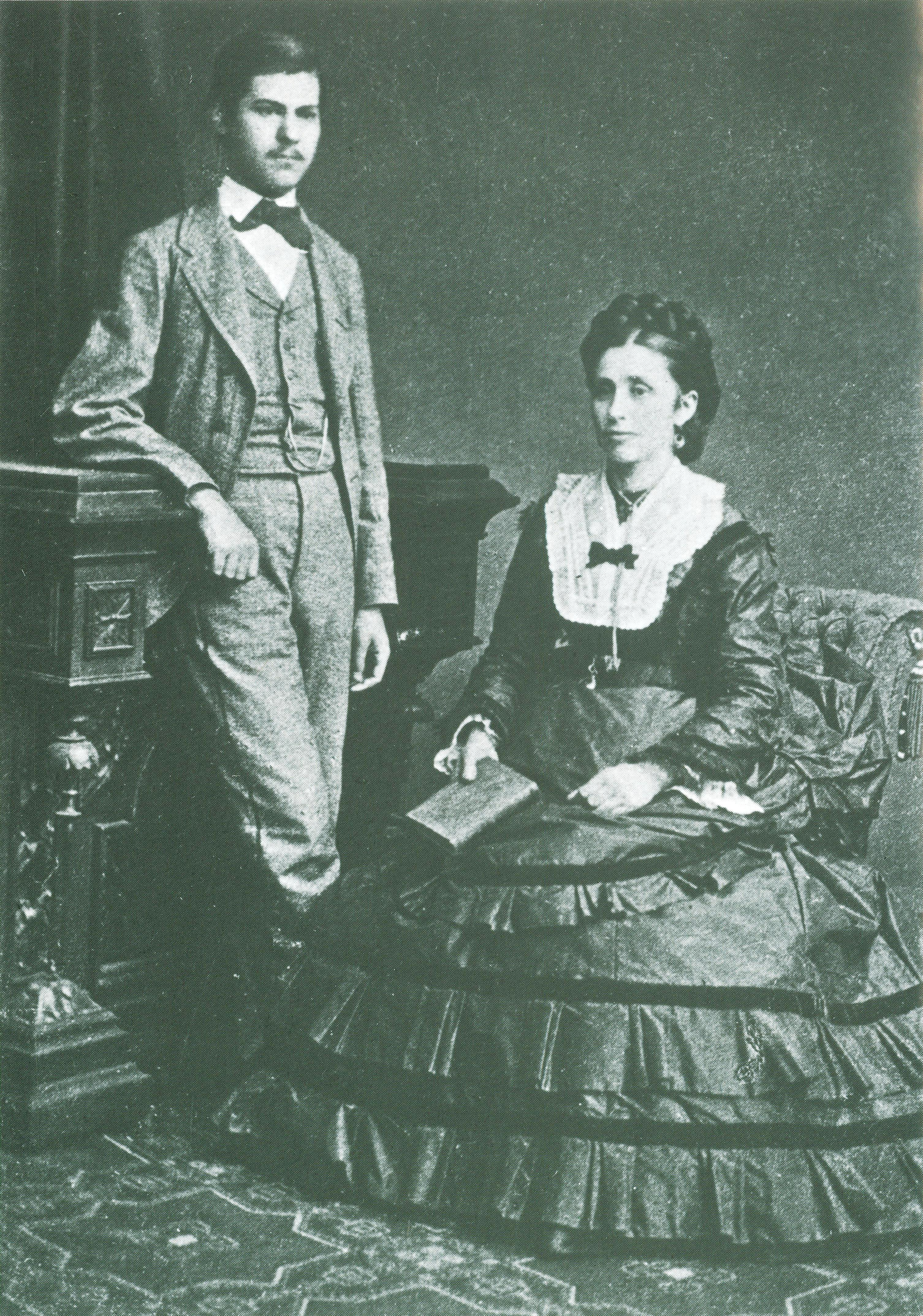
زیگموند فرویدِ ۱۶ساله ایستاده کنارِ مادرش

واژهٔ «اُدیپ» در این اصطلاح اشاره به شخصیت «ادیپ» در اسطوره‌شناسی یونانی دارد که این پسر نادانسته، پدرش «لایوس» را می‌کشد تا با مادرش «یوکاسته» ازدواج کند. نمایشی به نام ادیپ شهریار نیز براساس این افسانه توسط سوفوکل در سال ۴۲۹ پیش از میلاد اجرا شده‌ است.
اجراهای معاصری از این نمایشنامهٔ در پاریس و وین در سدهٔ نوزدهم میلادی انجام شد که به‌صورت اتفاقی، زیگموند فروید هم آن‌ها را تماشا کرد. فروید گفت که میل ادیپی یک پدیدهٔ روان‌شناختی جهانی است که در انسان‌ها ذاتی است و علت بسیاری از احساسِ گناه‌های ناخودآگاه است.
فروید معتقد بود که احساسات ادیپی در طول میلیون‌ها سالِ فرگشتِ انسان از میمون‌ها به ارث رسیده‌اند. دیدگاه او در مورد جهانی‌بودنِ آن مبتنی بر مشاهداتِ بالینی‌اش از کودکان روان‌رنجور یا عادی، تحلیل او از پاسخ خود به ادیپ رکس (Oedipus Rex)، و بر این واقعیت استوار بود که نمایشنامه، هم بر مخاطبان باستانی و هم بر مخاطبان مدرن تأثیرگذار است. فروید جذابیت جاودانهٔ اسطورهٔ ادیپ را اینگونه توصیف می‌کند:
سرنوشت او تنها به این دلیل ما را به حرکت در می‌آورد که ممکن است از آنِ ما بوده باشد - زیرا اوراکل (Oracle) همان نفرینی را که پیش از تولدِ او بر او وارد کرده بود، بر ما هم وارد کرده‌است. شاید سرنوشت همهٔ ما این است که اولین انگیزهٔ جنسی خود را به سمت مادر و اولین نفرت و اولین آرزوی قاتلمان را علیه پدرمان هدایت کنیم. رویاهای ما، ما را متقاعد می‌کنند که اینطور است.
فروید همچنین ادعا می‌کند که هملت «ریشه‌های در همان خاکِ ادیپ رکس دارد» و تفاوت‌های بین این دو نمایشنامه آشکار است:
در ادیپ رکس، فانتزیِ آرزوی کودک که زیربنای آن است، آشکار می‌شود و مانند یک رویا تحقق می یابد ام در هملت، [این آرزو] سرکوب شده است  و درست مانند یک روان.رنجوری، ما تنها از پیامدهای بازدارندهٔ آن متوجه وجود آن می شویم.
پیش از ایدهٔ عقده ادیپ، فروید معتقد بود که آسیب جنسی در دوران کودکی، علت روان‌رنجوری است. این ایده که گاهی نظریهٔ اغواگری فروید نامیده می‌شود، در حدود سال ۱۸۹۷، به نفع عقده ادیپ مورد تاکید قرار گرفت.

### خط زمان
- ۱۸۹۶. فروید کتاب «سبب‌شناسی هیستری» (The Aetiology of Hysteria) را منتشر می‌کند. این مقاله به دلیلِ این نظریه که هیستری ناشی از سوء استفاده جنسی است مورد انتقاد قرار گرفت.
- ۱۸۹۷–۱۹۰۹. فروید پس از مرگ پدرش در سال ۱۸۹۶، و پس از دیدن نمایشنامه ادیپ رکس اثر سوفوکل، آغاز به استفاده از واژهٔ «ادیپ» کرد. همانطور که فروید در نامه‌ای در سال ۱۸۹۷ نوشت:«من در خود عشقی دائمی به مادرم و حسادت به پدرم یافتم. اکنون این اتفاق در اوایل کودکی را یک رویداد جهانی می‌دانم.»
- ۱۹۰۹–۱۹۱۴. فروید پیشنهاد می‌کند که میل ادیپی، عقده هسته‌ای همه روان‌رنجوری‌ها است و اولین استفاده از اصطلاح «عقده ادیپ» را در سال ۱۹۱۰ انجام داد.
- ۱۹۱۴–۱۹۱۸. محارم پدری و مادری را در نظر می‌گیرد.
- ۱۹۱۹–۱۹۲۶. ایدهٔ عقده ادیپ کامل می‌شود؛ هم‌ذات‌پنداری و دوجنس‌گرایی به لحاظ مفهومی در آثار بعدی مشهود می‌شوند.
- ۱۹۲۶–۱۹۳۱. به‌کارگیری عقدهٔ ادیپ برای توضیحِ دین و رسم‌ورسوم.
- ۱۹۳۱–۱۹۳۸. معادلی برای این عقده در زنان بررسی می‌شود که بعداً عقده الکترا نامیده می‌شود.[۱۰]

## بررسی مورد یک بیمار
در بررسی ترس بیمارگونهٔ یک پسر پنج‌ساله (۱۹۰۹) که بررسی ترس‌شدید «هانس کوچولو» از اسب‌ها بود، فروید نشان داد که ارتباط بین ترس‌های هانس از اسب‌ها و پدر خود، از عوامل خارجی یعنی تولد خواهر او و عوامل داخلی یعنی میل کودک خردسال برای جایگزینی پدرش به عنوان همدم مادر، و حس عذاب وجدان از لذت‌بردن از خودارضایی که برای کودکی در این سن طبیعی‌است ناشی می‌شود. علاوه بر آن اذعان او در میل به همخوابگی با مادرش به‌عنوان دلیلی برای اثبات تمایل جنسی‌اش به مادر در نظر گرفته شد. هانس یک دگرجنس‌خواه بود. ولی هانس نمی‌توانست ترسش از اسب را به ترس از پدرش ارتباط بدهد. فروید به‌عنوان روان‌کاوش ثبت کرد که «ما باید خیلی چیزها به هانس می‌گفتیم که خودش نمی‌توانست به زبان بیاورد» و باید «به او افکاری ارائه می‌دادیم که خودش تا کنون هیچ نشانی از دارا بودن آنها بروز نداده‌است».

## ارتباط با خودشیفتگی
در ارتباط با خودشیفتگی، عقدهٔ ادیپ به عنوان رأس تقلای شخص حین رشد برای رسیدن به موفقیت یا عشق در نظر گرفته می‌شود. در اثر به نام مشکل اقتصادی خودشیفتگی (۱۹۲۴) فروید می‌نویسد که «در عقدهٔ ادیپ اعتبار شخصیتی والدین در سوپرایگو به پس‌زمینه رانده می‌شود و تصویری که از خود باقی می‌گذارند به تأثیراتی که از معلم‌ها و اشخاصی که بر شخص تسلط دارند متصل می‌شود». فروید در اثر خود با عنوان: تأملی چند بر روان‌شناسی بچه‌مدرسه‌ای‌ها (۱۹۱۴) می‌نویسد: «هم‌آکنون ما می‌توانیم رابطه‌مان با معلم‌های مدرسه‌مان را بهتر متوجه شویم. این افراد، خیلی‌هایشان خودشان پدر نبودند ولی برای ما جایگزینی برای والد شدند. برای همین بود که حتی با اینکه خیلی‌هایشان خودشان کم‌سن و سال بودند، به نظر ما خیلی پخته و به طرز دست‌نایافتی بالغ به نظر می‌رسیدند. ما توقعات و احترامی را که نسبت به پدر همه‌چیزدان خود در کودکی داشتیم را به آنها منتقل کردیم و شروع کردیم با آنها مانند پدری که در خانه داشتیم رفتار کنیم. ما با آنها با همان دوسوگرایی که در خانه تجربه می‌کردیم مواجه شدیم و به کمک آن با آنها همان‌گونه که با پدرانمان درگیر بودیم، دست و پنجه نرم کردیم.»
عقدهٔ ادیپ از جنبهٔ خودشیفتگی، بیان می‌دارد که یک فرد می‌تواند توان اینکه یک جانشین والدی را در درون خود بدون دوسوگرایی بپذیرد از دست بدهد. هنگامی که شخص با جانشینان والدی خود وارد یک رابطهٔ دوسوگرایانه شود، وارد یک عقدهٔ اختگی سه‌ضلعی می‌شود. در عقدهٔ اختگی، فرد رقیب جانشینان والدی می‌شود که این نقطهٔ پسرفت می‌شود. در یادداشت‌های روان‌کاوی خودنگاری یک مورد پارانویا (دیمنشیا پارانویید) (۱۹۱۱)، فروید می‌نویسد که سرخوردگی از یک زن، یا بدبیاری در رابطه با مردان دیگر از دلایل پسرفت یا بوجودآمدن نشانگان بیماری هستند. حالت سه‌ضلعی می‌تواند با یک رقیب احساسی نسبت به یک زن، یا یک رقیب کاری از جهت آنکه نشان دهد که از دیگری کارامدتر است به‌وجود آید.

## نقد

### فقدان شاهد تجربی
در پژوهش‌هایی که گرایشِ فرزندان به والدینشان را بررسی کرده‌اند، نشانی از تغییرِ احساساتِ مثبت فرزندان، آنگونه که نظریهٔ فروید پیش‌بینی می‌کند وجود ندارد. آنچه فروید در موردِ «هانسِ کوچک» مطالعه کرده‌است، با پژوهش و آزمایش بر جمعیت‌های بزرگ‌تر تأیید نمی‌شود. آدولف گرونبام می‌گوید شواهدی که فروید و پیروانش بهره گرفته‌اند و همچنین روشِ تحلیلی که در فرایند معاینهٔ بیماران به‌کارگرفته‌اند، بنابر طبیعتشان، نمی‌توانند پشتیبانی قانع‌کننده‌ای برای فرضیه‌های اصلی فروید ارائه دهند.
مارتین دالی و مارگو ویلسون، روان‌شناسانِ فرگشتی در کتاب‌شان قتل به سالِ ۱۹۸۸ استدلال کردند که عقدهٔ ادیپ، پیش‌بینی‌های آزمون‌پذیری ندارد. آن‌ها شاهدی از این عقده میان مردم ندیدند. شاهدی از تعارض والد-نوزاد وجود دارد ولی این هم ربطی به موقعیت جنسیِ فرزند نسبت به والدِ جنسِ مخالفِ خود ندارد.
به گفته روان‌پزشک جفری لیبرمن، فروید و پیروانش در برابر آزمایش و تأییدِ علمی نظریه‌های او، از جمله نظریه ادیپ، مقاومت کردند. لیبرمن می‌گوید که نتیجه‌های پژوهش‌های مبتنی بر روان‌شناسی شناختی یا در تضاد با ایده‌های فروید اند یا ناتوان در توجیهِ آن اند.

### پوششی بر سوءاستفادهٔ جنسی
در سال ۱۹۷۰، فلورانس راش (Florence Rush) نوشت «نظریهٔ اغوا»یِ فروید که پیشتر در آثارش آمده بود و به درستی خاطراتِ ضربات دوران کودکی را در ارتباط والدین (اغلب به پدر) می‌دانست، نشان از نمودِ بالای سوءاستفادهٔ جنسی والدین از فرزندان در جامعهٔ ایشان داشته است. راش ادامه می‌دهد که کشف این سوءاستفاده توسط فروید، فروید را ناراحت ساخته و بنابراین او دست به توجیهِ این رخداد با نظریهٔ عقدهٔ ادیپ زد. تزِ عقدهٔ ادیپ به فروید این اجازه را داد که خاطرات سوءاستفادهٔ جنسیِ افراد از کودکی‌شان را به خود افراد منسوب کند. فروید نتیجه می‌گرفت که این خاطرات، خیالاتی از صوائقِ سرکوب‌شده اند و توصیفات واقعی از ضربات روحی نیستند. بنابراین، راش استدلال می‌کند که فروید، امرِ غیرِقانونی و غیرِاخلاقی سوءاستفاده جنسی از بیماران خود (به ویژه بیمارانِ زن خود) را با تضعیفِ ادراکاتِ آنان، ماست‌مالی لاپوشانی و ماله‌کشی کرده‌است. این سخنان راش تحت عنوان «نظریهٔ پوشش فرویدی» شناخته می‌شوند.
جفری موسایف ماسون (Jeffrey Moussaieff Masson) به عنوان یکی از کارگردانانِ بایگانیِ زیگموند فروید (Sigmund Freud Archives) می‌گوید که پس از خواندن نامه‌های منتشرنشدهٔ فروید، تزِ عقدهٔ ادیپِ او را پوششی برای توجیه سوءاستفادهٔ جنسی یافته است. او در کتابش «یورش به حقیقت» (The Assault on Truth) استدلال می‌کند که فروید گزارش‌های سوءاستفاده جنسی را به اشتباهاً «ساختگی» و «خیال‌پردازی‌های کودکانه» می‌داند چون به دلایل شخصی، واقعی‌بودنِ این گزارش‌ها را نمی‌پذیرفت. به گفتهٔ ماسون، یکی از دلایل فروید برای این کار، این بود که او نمی‌خواست با پدر بیماری که متهم به ارتکاب آزار بود، مواجه شود. فروید در اواخر دوران حرفه‌ای خود کوشید از ارائه مقاله‌ای توسط شاندور فرنتزی که نظریه اغواگری را مجدداً تأیید می‌کرد جلوگیری کند. فروید امیدوار بود که این شاگرد سابقش، این نظریه را همانطور که خودش کرده‌بود کنار بگذارد اما فرنسی مقاله‌اش را در سال ۱۹۳۲ بیرون داد. ماسون می‌نویسد از آنجایی که نظریهٔ عقدهٔ ادیپ به طور گسترده‌ای رایج شده، روانکاوان به آسیب‌رساندن به بیمارانِ خود با تردید در واقعیتِ خاطراتِ اولیهٔ بیمار از تروما ادامه می‌دهند.
سایر فرویدپژوهان استدلال می‌کنند که ماسون و راش دلایل و نیت پشتِ رهاکردنِ نظریهٔ اغواگری و پذیرش نظریه عقدهٔ ادیپ توسط فروید را به اشتباه بیان کرده‌اند. به گفته دکتر «کرت آر آیسلر»، که جایگزین ماسون به عنوان مدیر آرشیو فروید شد، فروید به هیچ وجه واقعیت آسیب‌های جنسیِ دوران کودکی را رد نکرد اما متوجه شد که آزارِ واقعی، علت جهانیِ روان‌رنجوری نیست. دکتر فرانک آر هارتمن، روانپزشک نیویورکی گفت:«فروید متوجه شد که در نسبت‌دادنِ تمامِ روان‌رنجورها به خاطرات سرکوب شدهٔ سوءاستفاده‌های واقعی اشتباه کرده است. او نظریه بسیار گسترده‌تری را کشف کرد که توضیح بیشتری می‌دهد.» پیتر گِیِ تاریخ‌دان، در کتابش «فروید؛ حیاتی برای زمان ما» تأکید می‌کند که فروید همچنان معتقد بود که برخی از بیماران مورد آزار جنسی قرار گرفته اند، اما متوجه شد که در تشخیصِ حقیقت و تخیل ممکن است مشکلاتی وجود داشته باشد. بنابراین، به گفته گی، هیچ انگیزهٔ شومی در تغییر نظریهٔ او وجود نداشت. فروید دانشمندی بود که به دنبال حقایق بود و حق داشت در صورت ارائه شواهد جدید، دیدگاه خود را تغییر دهد.

### جنسیت‌زدگی
دیدگاه‌های فمینیستی در مورد عقده ادیپ، شامل انتقاد از کیرمرکز(Phallocentrism)بودنِ این نظریه توسط فیلسوف لوس ایریگاری در میان دیگران است. ایریگاری ادعا می‌کند که کار فروید دیدگاهی مردانه دارد که با مرکزیت آلت تناسلی (یا فقدان آلت تناسلی برای دختران) تجسم یافته است. او فکر می‌کند که تمایل فروید به یک نظریه متقارن و منظم، او را به درک ساختگی از زنان به‌عنوان مردانِ معکوس سوق می‌دهد. او ادعا می‌کند که او روابط مادر و دختر را بررسی نمی‌کند و به طور جزمی فرض می‌کند که جنسیت زنانه، آینه‌ای کامل از تمایلات جنسی مردانه است.